# 巴勒斯坦奧林匹克委員會
巴勒斯坦奧林匹克協會（英語：Palestine Olympic Committee）是巴勒斯坦國的國家奧林匹克委員會。該組織成立於1986年，是國際奧委會和亞洲奧林匹克理事會的成員。1996年，首次派員參加在美國洛杉磯舉行的夏季奧運會。
現時，巴勒斯坦奧林匹克協會的總部設在拉姆安拉，主席是Gen Jibril M. M. ALRJOUB。

## 資料來源
1. ↑  .   [2014-02-15]. （原始内容存档于2009-02-20）.

## 外部連結
- 巴勒斯坦奧林匹克委員會